# Aual
Aual es una localidad de la provincia e isla de Annobón, situada en el golfo de Guinea y perteneciente a Guinea Ecuatorial. 